# USS Macon (CA-132)
USS Macon (CA-132) là một tàu tuần dương hạng nặng thuộc lớp Baltimore của Hải quân Hoa Kỳ được đưa ra hoạt động sau khi Chiến tranh Thế giới thứ hai đã kết thúc. Nó là chiếc tàu chiến thứ hai của Hải quân Mỹ được đặt cái tên này, theo tên thành phố Macon tại tiểu bang Georgia. Con tàu đã phục vụ trong giai đoạn Chiến tranh Triều Tiên và Chiến tranh Lạnh trước khi xuất biên chế năm 1961 và bị bán để tháo dỡ năm 1973.

## Thiết kế và chế tạo

### Thiết kế
Sau khi những giới hạn về tải trọng của tàu tuần dương hạng nặng do Hiệp ước Hải quân Washington quy định được dỡ bỏ, lớp Baltimore được thiết kế về căn bản dựa trên chiếc USS Wichita, và một phần cũng dựa trên lớp tàu tuần dương hạng nhẹ lớp Cleveland đang được chế tạo. Những chiếc Baltimore có trong lượng choán nước tiêu chuẩn lên đến 14.500 tấn Anh (14.733 t), và trang bị chín khẩu pháo 8 in (200 mm) trên ba tháp pháo ba nòng. So với lớp Wichita, vũ khí phòng không hạng nhẹ tiếp tục được tăng cường: 12 khẩu đội Bofors 40 mm bốn nòng (48 nòng pháo) cùng với 20-28 khẩu Oerlikon 20 mm. Sau Thế chiến II, pháo phòng không 20 mm bị tháo dỡ do kém hiệu quả, và pháo Bofors 40 mm được thay thế bằng pháo 3-inch/50-caliber trong thập niên 1950.

### Chế tạo
Macon được đặt lườn tại xưởng tàu của hãng New York Shipbuilding Corporation ở Camden, New Jersey vào ngày 14 tháng 6 năm 1943. Nó được hạ thủy vào ngày 15 tháng 10 năm 1944, được đỡ đầu bởi Bà Charles F. Bowden, phu nhân Thị trưởng thành phố Macon, và được cho nhập biên chế vào ngày 26 tháng 8 năm 1945 tại Philadelphia dưới quyền chỉ huy của hạm trưởng, Đại tá Hải quân Edward Everett Pare.

## Lịch sử hoạt động

### 1946 - 1950
Nhiệm sở đầu tiên của Macon là cùng với Đệ Bát hạm đội, nơi nó tham gia không lâu sau khi hoàn tất chuyến đi chạy thử máy. Nó rời Norfolk vào ngày 19 tháng 4 năm 1946 để tiến hành các cuộc cơ động cùng hạm đội tại vùng biển Caribbe, và quay trở về New York vào ngày 7 tháng 5. Đến ngày 4 tháng 6, Macon đi đến Căn cứ Hải quân Norfolk làm mhiệm vụ tàu thử nghiệm thiết bị mới.
Trong bốn năm tiếp theo, chiếc tàu tuần dương thỉnh thoảng được bổ sung những thiết bị mới đang được phát triển tại Xưởng hải quân Philadelphia, và tiến hành thử nghiệm những thiết bị này trong khi phục vụ như một tàu huấn luyện tác xạ phòng không, cũng như huấn luyện quân nhân hải quân dự bị ngoài khơi bờ biển Đại Tây Dương và vịnh Mexico. Nó cũng thực hiện một chuyến đi huấn luyện học viên mới đến Châu Âu vào năm 1948. Vai trò này được tiếp tục cho đến ngày 12 tháng 4 năm 1950 khi nó được cho ngừng hoạt động và đưa về lực lượng dự bị tại Philadelphia.

### 1950 - 1961

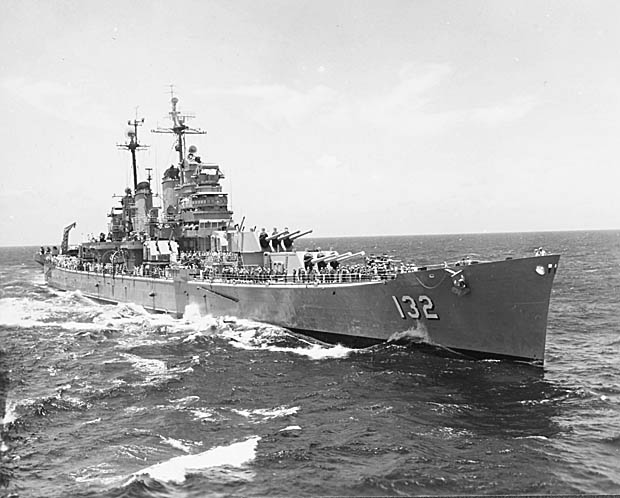
Macon tại Địa Trung Hải, 1953

Giai đoạn nghỉ ngơi của Macon không kéo dài, khi Chiến tranh Triều Tiên bùng nổ vào tháng 6 năm 1950. Nó tái hoạt động trở lại tại Philadelphia vào ngày 16 tháng 10 năm 1950 dưới quyền chỉ huy của Đại tá Hải quân Victor Dismukes Long, và sau khi hoàn tất đợt huấn luyện ôn tập, trở thành soái hạm của Hải đội Tuần dương 6 tại Đại Tây Dương.
Cho đến cuối năm 1959, Macon đã thực hiện sáu chuyến đi huấn luyện học viên mới vào mùa Hè, và đã trải qua mùa Thu và mùa Đông hầu như mỗi năm cùng Đệ Lục hạm đội. Nó tuần tra tại khu vực Đông Địa Trung Hải trong cuộc Khủng hoảng kênh đào Suez năm 1956; tham gia cuộc Duyệt binh Hải quân Quốc tế vào ngày 12 tháng 6 năm 1957 kỷ niệm 350 năm thành lập Jamestown, Virginia; và tham gia cuộc tập trận "Strikeback" của khối NATO tiến hành tại Bắc Hải và biển Bắc Cực vào tháng 9 năm 1957.
Ngoài các nhiệm vụ trên, Macon tiếp tục tiến hành thử nghiệm những thiết bị mới đang được phát triển trong suốt giai đoạn này. Được bổ sung thiết bị tên lửa trong giai đoạn tháng 1-tháng 3 năm 1956, nó đã bắn tên lửa Regulus lần đầu tiên từ một tàu tuần dương Hạm đội Đại Tây Dương vào ngày 8 tháng 5 trong khi đang thả neo ngoài khơi bờ biển North Carolina, rồi tiếp tục các hoạt động thử nghiệm tên lửa trong khi hoàn tất lượt phục vụ cùng Hạm đội Đại Tây Dương.
Đang khi di chuyển từ Cartagena đến Marseille trong đêm 19-20 tháng 1 năm 1959, Macon đã chuyển hướng khỏi lộ trình vội vã đi đến để trợ giúp chiếc tàu buôn Ý Maria Amata bị hỏa hoạn. Thủy thủ của Macon đã trợ giúp chiến đấu chống lửa, nhưng chiếc tàu hàng sau đó không còn có thể kiểm soát. Macon đã đưa thủy thủ đoàn của chiếc tàu buôn đến Valencia, Tây Ban Nha.
Sau đó, Macon đưa Dàn nhạc Hải quân Hoa Kỳ rời Norfolk cho một chuyến viếng thăm hữu nghị đến các cảng Nam Mỹ. Trong chuyến đi này, sáu thành viên của ban nhạc đã tử nạn trong một vụ rơi máy bay trên đường đi biểu diễn tại một buổi tiệc nhà nước của Tổng thống Brasil Juscelino Kubitschek de Oliveira. Cùng với sự tham gia của lực lượng Hải quân Argentine, thủy thủ đoàn của Macon đã cử hành nghi thức tưởng niệm tại cảng Buenos Aires vào ngày 28 tháng 2. Hoàn tất chuyến đi tại Rio de Janeiro vào ngày 10 tháng 3, Macon quay trở về Boston tiếp tục các hoạt động thường lệ cùng với Hạm đội Đại Tây Dương.
Macon được cho xuất biên chế và đưa về lực lượng dứ bị tại Philadelphia vào ngày 10 tháng 3 năm 1961. Nó được rút khỏi danh sách Đăng bạ Hải quân vào ngày 1 tháng 11 năm 1969, rồi được bán cho hãng Union Minerals and Alloys Corporation tại New York vào ngày 5 tháng 7 năm 1973, và được tháo dỡ tại Port Newark, New Jersey.

## Phần thưởng[3]
|  |  |  |
|  |  |  |

| Huân chương Chiến dịch Hoa Kỳ        |                                         |                                       |
| Huân chương Chiến thắng Thế Chiến II | Huân chương Phục vụ Chiếm đóng Hải quân | Huân chương Phục vụ Phòng vệ Quốc gia |